# Võ Nguyên Giáp
Võ Nguyên Giáp (Lộc Thủy, Quảng Bình, 25 de agosto de 1911-Hanói, 4 de octubre de 2013) fue un político y general del Ejército Popular de Vietnam. Giáp desempeñó la jefatura de las fuerzas armadas en dos guerras: la primera guerra de Indochina (1946–1954) y la guerra de Vietnam (1955–1975). Participó en las siguientes batallas, todas estas de importancia histórica: Lạng Sơn (1950); Hòa Bình (1951–1952); Điện Biên Phủ (1954); la Ofensiva del Tet (1968); la Ofensiva de Pascua (1972) y la Campaña final de Hồ Chí Minh (1975).
Giáp fue también periodista, ministro del Interior durante la presidencia de Hồ Chí Minh en el Viet Minh, jefe militar del Việt Minh, jefe del Ejército Popular de Vietnam y ministro de Defensa. Asimismo fue miembro del politburó del Partido de los Trabajadores de Vietnam, el cual se transformó en el Partido Comunista de Vietnam en 1976.

## Biografía

### Revolucionario
Era hijo de un campesino que, aunque carecía de tierras, sabía leer y escribir y luchó toda su vida contra el régimen colonialista impuesto a su país.
Comenzó su vida política en el movimiento estudiantil en 1926 e ingresó en organizaciones clandestinas por la independencia de Vietnam. Cuando estudiaba en la Universidad de Hanói, en 1933, conoció a Dang Xuan Khu, que más adelante adoptaría el seudónimo de Trường Chinh, quien lo convenció de afiliarse al Partido Comunista de Indochina, que más adelante se fraccionaría en tres partidos comunistas (uno camboyano, otro laosiano y el vietnamita). En 1938 se casó con la tailandesa Dang Thi Quang. En 1939 publicó su primer libro, conjuntamente con Trường Chinh, titulado La cuestión campesina.
En septiembre de 1939, tras la prohibición del Partido Comunista, Giáp se trasladó a China, donde conoció a Hồ Chí Minh con el que trabajó por la independencia de su país y al que siempre se mantuvo muy fiel y leal. La policía francesa detuvo a su esposa y a su cuñada, utilizándolas como rehenes para presionar a Giáp y lograr que se entregara. La represión fue feroz: su cuñada fue guillotinada y su mujer condenada a cadena perpetua, muriendo en la prisión después de tres años a causa de las brutales torturas. Los verdugos franceses también asesinaron a su hijo recién nacido, a su padre, a dos hermanas y a otros familiares.
Participó en la conferencia de Chingsi en mayo de 1941 en la cual se formó el Frente de Liberación de Vietnam, cuyo nombre abreviado se pronuncia, en vietnamita, Viet Minh.
A finales de ese año Giáp se trasladó a las montañas de Vietnam para crear los primeros grupos guerrilleros. Allí estableció una alianza con Chu Van Tan, dirigente del Tho, un grupo guerrillero de una minoría nacional de Vietnam del noreste. En las navidades de 1944 capturó un puesto militar francés, tras haber formado los primeros batallones de sus fuerzas armadas. A mediados de 1945 tenía ya unos 10 000 hombres bajo su mando y pudo pasar a la ofensiva contra los japoneses que habían invadido el país.

### La lucha contra los franceses

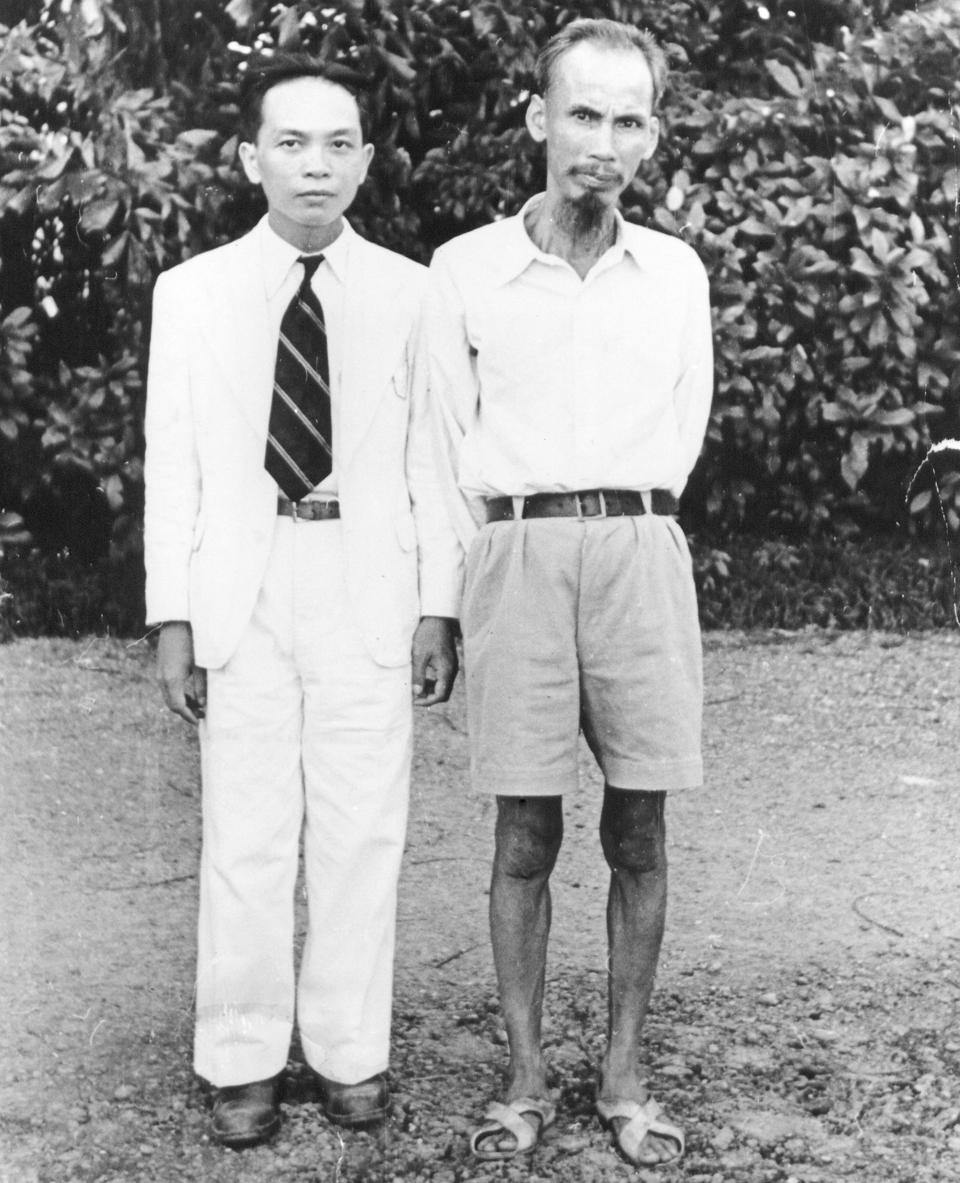
Giáp y Ho.

Tras el triunfo de la insurrección general de agosto de 1945, y la proclamación en septiembre de la independencia de la República Democrática de Vietnam, Giáp quedó como comandante en jefe del ejército popular. 
Comenzada de nuevo la guerra en diciembre de 1946 tras el bombardeo de Haiphong por la escuadra francesa, se replegó a China hasta que en octubre de 1950 ocupó la zona montañosa fronteriza, gracias a la posesión de una retaguardia segura tras el triunfo de Mao Zedong. A partir de entonces, la guerrilla se generalizó por Vietnam y Laos, aunque siempre consideró que solo la formación de un auténtico ejército podría derrotar a las fuerzas coloniales.
Giáp dio varios pasos en esa dirección y el 25 de julio de 1948 lanzó un ataque contra los puestos de Phu Tong Hoa al sur de la Ruta Colonial 4. Los vietnamitas tomaron por sorpresa a los franceses y cargaron sobre ellos con superioridad numérica, apresando varios soldados franceses, entre ellos a su oficial superior. Pese a estas ventajas, la artillería del Viet Minh fue destruida por los hombres franceses. A continuación, los ataques fueron primero contenidos, aunque esa misma noche los vietnamitas habían perdido fuerza y el alférez Belarot, oficial al mando de las fuerzas francesas, ordenó un contraataque que terminó por desarticular la ofensiva vietnamita. Se ordenó la retirada y quedaron más de 200 vietminhs muertos.
Tras una derrota como esa, donde tenía muchas bazas para ganar, Giáp quedó consternado por la derrota y comenzó a planificar las siguientes acciones.

#### Cao Bang
La primera gran victoria la logró en la batalla de Cao Bang dentro de la Operación Hong-Phong 2. El 18 de septiembre de 1950 lanza a unos 10 000 hombres contra Dong-Khá, defendida por 2000 soldados franceses y 3500 marroquíes que no ofrecieron demasiada resistencia. Al mes siguiente destruye la columna que descendía desde Cao Bang y la de refuerzo que había ascendido por la Ruta Colonial 4 para recuperar Dong-Khá y permitir una retirada segura. Los franceses no consiguieron ni una cosa ni la otra, además tuvieron que abandonar Lang Son y destruir 1300 toneladas de material y municiones.
Pero Giáp tuvo que cosechar aún serias derrotas, siendo la más dura de todas la sufrida en la Vinh Yen, donde la pericia del general Jean-Marie De Lattre de Tassigny y su mejor dominio de las nuevas armas, como el napalm, causaron una fuerte derrota, con la destrucción de varias de las unidades vietnamitas que le costó a Giáp meses recomponer.
Sin embargo, Giáp ha sido considerado en varias ocasiones como un hombre paciente, y en diciembre de 1952 lo demostró al eludir el enfrentamiento contra las tropas coloniales lanzadas en la Operación Lorena y obligarlas a perseguir a sus dos divisiones por terreno selvático donde las tendieron varias emboscadas. El material capturado por los franceses no significó una pérdida grave y pudo mantener al grueso de sus fuerzas a salvo.

## Điện Biên Phủ
A finales de 1953 Giáp aceptó el reto francés de una batalla definitiva en Điện Biên Phủ, en la que, tras 55 días de asedio y la toma del aeropuerto, la guarnición francesa cayó el 7 de mayo de 1954.
Las autoridades francesas consideraban que Điện Biên Phủ era una fortaleza de primer orden capaz de resistir cualquier asalto, pero el éxito vietnamita radicó en el plan de Giáp de "un ataque y un avance más lentos, pero más seguros... atacar para vencer, no atacar sino cuando se tiene la certeza de la victoria". En vez de un ataque de envergadura en poco tiempo, los vietnamitas ejecutaron entonces una campaña a largo plazo, que comprendió una serie de ataques apoyados por una gran cantidad de artillería contra puntos fortificados, que se sucedieron hasta la derrota total de los franceses y la captura de su Estado Mayor por los vietnamitas.
Điện Biên Phủ fue uno de los escasos episodios en que, en el período de los siglos XIX y siglo XX que abarca desde el bloqueo francés del Río de la Plata hasta la victoria de los afganos sobre los ingleses en su retirada de Kabul, un pueblo agredido y con una economía agrícola relativamente primitiva lograba derrotar al ejército de una de las grandes potencias, sostenido por una industria bélica de alta tecnología.

## Ministro de Defensa
Tras la Conferencia de Ginebra, que daría de nuevo la independencia a los cuatro Estados de la antigua colonia, Vietnam quedó dividido y el Sur siguió bajo la influencia de la antigua potencia colonial y la dependencia de la asistencia militar y conducción política de 30 000 asesores enviados por Estados Unidos. Giáp fue nombrado ministro de Defensa de Vietnam del Norte, donde comenzó una revolución socialista.
Desde su cargo transformó el Vietminh en las Fuerzas Armadas de la República Democrática de Vietnam y prosiguió los contactos con China, Corea del Norte y especialmente con la URSS para lograr el armamento y entrenamiento necesarios para llevar a cabo la anexión de la República de Vietnam. Sobre todo con la ayuda de la URSS levantó una pequeña, pero efectiva Fuerza Aérea, un fortísimo ejército de tierra (especializado en lucha guerrillera) y una pequeña Armada.
En 1959, dirigido por el Vietcong o Frente Nacional de Liberación de Vietnam del Sur, estalló un levantamiento simultáneo contra el gobierno proestadounidense de Ngo Dinh Diem, lo que se considera la Segunda Guerra de Indochina o guerra de Vietnam. Giáp comenzó a mandar suministros y fuerzas hacia el Sur en apoyo del Vietcong y entre los dos hicieron retroceder al ERNV hasta lograr controlar extensas zonas rurales, movilizar a miles de personas y tomar el poder en muchas aldeas.
Los primeros asesores estadounidenses murieron en Vietnam cuando el 8 de julio de 1959 el Vietcong atacó una base militar en Bien Hoa al noreste de Saigón. Los asesores enviados desde Estados Unidos confirmaron la impresión de que el ARVN no podía ganar aquella guerra por muchos medios y material que les enviasen y, antes o después, sería derrotado.
Por su parte Giáp y el Politburó de Hanói propugnaron llevar el peso de la guerra desde Vietnam del Norte.

### Contra Estados Unidos
Estados Unidos envió miles de soldados para reforzar a los 60 000 asesores que ya servían en Vietnam del Sur, llegando a superar el medio millón en 1969. Los estadounidenses se desplegaron principalmente en los alrededores de Saigón, en la base de Đà Nẵng, en la Zona Desmilitarizada y las Tierras Altas Centrales, a la vez que bombardeaban Vietnam del Norte.
Giáp organizó la defensa del Norte al mismo tiempo que dirigía las operaciones en el Sur contra los ejércitos sudvietnamita y estadounidense. Cuando los estadounidenses lograron cortar los suministros enviados por mar, amplió la Ruta Ho Chi Minh.
Como en la lucha contra los franceses, el general probó el enfrentamiento directo con el Ejército de los Estados Unidos y también cosechó una seria derrota durante la batalla del valle de Ia Drang. Sin embargo, supo aprender del error y desde entonces trató de rehuir el combate directo de grandes formaciones contra la potencia de fuego estadounidense, al mismo tiempo que acumulaba hombres y armas durante dos años para lanzar una gran ofensiva.
En 1968 realizó dos de sus acciones más controvertidas y, según sus enemigos, dañinas para sus fuerzas. El Sitio de Khe Sanh y la Ofensiva del Tet, ambos supuestos fracasos. No obstante, Giáp consiguió convertir la derrota militar de la Ofensiva en un éxito político, al demostrar a los estadounidenses que todas sus victorias y sus dos años de participación en el conflicto no habían debilitado a los comunistas, a la vez que les mostraba que se enfrentaban a una guerra interminable. Tanto es así, que unos meses después Giáp lanzó la llamada Ofensiva del Mini Tet.
En 1972 Giáp organizó la llamada Ofensiva de Pascua con la esperanza del que el ERNV se desmoronara. Aunque en algunos casos así fue, en otros las tropas del Sur resistieron tenazmente. La presidencia de Saigón cambió a parte de la corrupta cúpula militar por oficiales competentes, y los aviones y barcos de Estados Unidos detuvieron el avance en los momentos más álgidos. Por otra parte Giáp no supo utilizar los numerosos tanques para lograr un avance sistemático y terminó perdiéndolos ante el fuego enemigo. Tampoco pensó en concentrar sus fuerzas sobre un punto para partir Vietnam del Sur en dos, lo que le hubiera concedido un gran ventaja o incluso la victoria anticipada.
Después de la aparente derrota militar, pese a lograr una clara mejora en la posición estratégica, la persona del ministro de Defensa pareció perder autoridad. Poco se sabe de las reacciones dentro del Politburó norvietnamita ni si la derrota de Pascua fue una causa o no; pero después de 1972 la figura de Giáp comenzó a quedar eclipsada por la de su protegido, el general Van Tien Dung, quien comandó la Ofensiva de Primavera de 55 días de duración y la toma de Saigón el 30 de abril de 1975.

## La invasión de Camboya
Durante la guerra de Vietnam, el Frente Nacional de Liberación de Vietnam y los Jemeres rojos formaron una alianza para luchar contra los gobiernos respaldados por Estados Unidos en sus respectivos países. Tras la toma del poder en Kampuchea por los Jemeres rojos, la escalada de conflictos e incidentes fronterizos con Vietnam fue en aumento. En mayo de 1975, la recién formada Kampuchea Democrática atacó la isla vietnamita de Phú Quốc. Desde el 18 de abril de 1978 dos divisiones de los Jemeres rojos penetraron 2 km en territorio vietnamita hasta la aldea de Ba Chuc.3 De los habitantes de la misma, 3 157 civiles fueron asesinados. La mayoría de las víctimas fueron fusiladas o ejecutadas de forma violenta, incluyendo las mujeres y los niños, eventos que se conocen como la masacre de Ba Chúc. El 23 de diciembre de 1978, diez divisiones de los Jemeres Rojos abrieron fuego a lo largo de la frontera sudoccidental compartida con Vietnam. El 25 de diciembre de 1978 unos 150 000 soldados vietnamitas invadieron Kampuchea, en una ofensiva relámpago. El régimen de Pol Pot se desmoronó. En menos de 20  días la totalidad del país era controlada por las fuerzas de Hanói y  del Frente de Salvación Unión Nacional de Kampuchea. 
Durante los cuatro años que duró el régimen de los Jemeres rojos y su líder Pol Pot, desde abril de 1975 a enero de 1979, sus acciones y maneras de imponer su política condujeron a lo que se conoce como el «genocidio camboyano». La invasión de la Kampuchea Democrática supuso la vuelta de Giáp a los primeros puestos de la escena política vietnamita y, a la larga, su caída en desgracia. La invasión se hizo por varios motivos: ciertamente la Kampuchea del Angkar podía ser una pequeña amenaza, pero amenaza después de todo, para el recién unificado Vietnam; también se ha postulado el deseo del país asiático por controlar toda la península de Indochina.

### Incursión china
El 17 de enero de 1979, 86 000 soldados chinos atacaron en tres frentes diferentes del norte vietnamita. Se dirigieron hacia las provincias de Cao Bang, Loa Cai y Lang, reforzados por carros de combate y más soldados hasta totalizar 200 000. Los chinos lograron ocupar Lang Son el 5 de marzo, pero la resistencia vietnamita fue mucho mayor de lo esperado y las tropas chinas se retiraron tras sufrir más de 20 000 bajas, 6 954 desaparecidos y 14 800 heridos.

### Últimos años
En cualquier caso Giáp, apostó fuerte por la lucha política prolongada. Esta lucha supuso finalmente su caída en desgracia. Võ Nguyên Giáp fue expulsado del Ministerio de Defensa en 1980 y del politburó en 1981.
Giáp también sobresalió como escritor, especialmente de temas militares y guerra de guerrillas.
En julio de 1992, le concedieron la orden de la Estrella del Oro, el honor más alto del Vietnam socialista.
En 2009 participó en las protestas contra los grandes proyectos mineros para la explotación de bauxita en Vietnam y sus efectos sociales y ambientales.
Falleció el 4 de octubre de 2013. Tuvo un funeral de estado y fue enterrado en el cementerio de su ciudad natal.

## Valoración
Si bien se atribuye a Hồ Chí Minh el mérito ideológico de sus victorias contra japoneses, franceses y estadounidenses, de Giáp es el mérito militar con ejemplos como:
- La estrategia de guerra prolongada desplegada frente a un enemigo muy poderoso[20] (en forma similar a Mao).
- La concepción y práctica de combinar el despliegue de las fuerzas políticas de masas con las fuerzas militares[21] y la transformación de unas en otras; así como la combinación de fuerzas armadas locales y regionales con el ejército; de las guerrillas y milicias locales con las tropas regulares; de la guerra de guerrillas con las insurrecciones urbanas; de la guerra de movimientos y de posiciones con insurrecciones generales (como la de agosto de 1945 contra los japoneses[22] y las de la primavera de 1975 contra el gobierno Thieu, instalado por Estados Unidos[23]); de la guerra campesina con la política obrera; y de la guerra de liberación nacional con la lucha social por la tierra[24] y el socialismo.
- La transformación del Viet Minh de una fuerza guerrillera en un ejército capaz de medirse con la famosa Legión Extranjera y tomar cualquier posición pese a fuertes bajas.[25]
- La vuelta a la guerrilla cuando era necesario, reconvirtiendo al EVN en una fuerza casi irregular de la que se ha dicho que tratar de inmovilizar al Ejército de Vietnam del Norte era como intentar sacar sangre de una piedra.[7]
- La motivación tan grande que lograba imprimir a sus soldados; valga el ejemplo de los tatuajes en el pecho de muchos de ellos con la frase nací en el Norte para morir en el Sur.[7]
- La adaptación de las células guerrilleras a 3 hombres que se apoyaban y se daban ánimos mutuamente.[26]
- Su modo de vida, relativamente sencillo, que transmitía a sus oficiales y que hacía que los soldados aguantasen mejor las penalidades de la Ruta Ho Chi Minh o la vida en los túneles, muy alejado de los ostentosos y corruptos modos de vida de muchos oficiales survietnamitas.[7]
- Su método de lucha se convirtió en fuente de inspiración para muchos o todos los movimientos guerrilleros de los años 70 y 80 como el Frente Polisario en la guerra del Sáhara Occidental contra Marruecos,[27] aunque muy pocos de ellos lograron los éxitos obtenidos por el general vietnamita.

### Logística
Sin duda, es mérito del general el haber podido mover desmontadas por la selva, armar y suministrar munición a cientos de pesadas piezas de artillería, para convertir a una base avanzada del ejército francés (Điện Biên Phủ) en una ratonera, para sorpresa y asombro de todos.
Además de lograr emplazar todas sus piezas de tal forma que no pudieron ser encontradas, convertir en inútil el empleo del napalm, mantenerlas operativas pese a las lluvias monzónicas y abatir muchos cazas cuando salieron a destruirlas. Y todo eso sobre colinas, entre la selva y a miles de kilómetros de sus fuentes de suministros.

### Estrategia
Como estratega Giáp no era tan sobresaliente como lo era en el campo de la logística:
- En la batalla del delta del río Rojo no tuvo en cuenta la superioridad de medios, especialmente aéreos, con que contaban los franceses; en la guerra contemporánea se argumenta comúnmente que quien controla el cielo, controla la tierra, y en este caso el comentario fue acertado.
- En la Ofensiva de Pascua no supo cómo mover y utilizar los carros de combate de que disponía para romper el frente enemigo y permitir avanzar a la infantería, misión para la que fueron ideados los tanques.[29] En Lon Son habían logrado tomar todas las posiciones de las Boinas Verdes, pero años después no supo emplearlas y perdió con ellas la posibilidad de una gran victoria, gran cantidad de aquellas armas y muchos hombres. Además, se limitó a lanzar oleadas humanas una tras otra hasta quedarse sin hombres, al no darse cuenta de que esa estrategia solo conducía a la pérdida de vidas humanas frente a la potencia de fuego de los barcos y aviones estadounidenses.
- La victoria de la Ofensiva de Primavera en 1975 es explicable, sin embargo, por los fundamentos de la estrategia del ministro de Defensa Giáp: las fuerzas armadas regionales, ligadas a sólidas organizaciones de masas, se habían reforzado constantemente en campos y ciudades y estuvieron listas para unirse a las fuerzas regulares para la ofensiva militar y la insurrección,[30] que liquidaron definitivamente a las tropas de Thieu y causaron la huida de todos los asesores y apoyos estadounidenses.

### Táctica
En el campo de batalla es donde Giáp contaba con menos aptitudes.
Muchas veces se limitaba a ordenar carga tras carga, con poca consideración por el número de hombres que pudiera perder con tan simple táctica. Esta fue una de las razones que le causó la derrota en la Batalla de Phu Tong Hog.
Donde más claramente se vio el desinterés por la vida de sus hombres fue en la Batalla de Điện Biên Phủ, donde tuvo que pedir una tregua de varias horas a los franceses para retirar los cadáveres que cubrían las colinas de Beatriz. A punto estuvo de perder el control sobre sus hombres, que se sublevaban ante una muerte cierta o se entregaban a los franceses pese a ir ganando y saber lo que les pasaría si eran descubiertos por los suyos. Aunque Giáp reconocería años después sentirse aliviado por no tener que enviar cargas masivas, como querían sus aliados chinos, lo cierto es que, hasta que no fue consciente del peligro en el que actuaban sus hombres, no comenzó a cavar zanjas con las que pudieran avanzar sin ser barridos por las ametralladoras francesas.
Este punto, la utilización "inmisericorde" de sus hombres para derrotar a sus enemigos, es también objeto de controversia. Se le reconoce su paciente y concienzuda preparación de casi todas las grandes actuaciones que realizaba. Sin embargo, en la Ofensiva del Tet perdió muchísimos hombres contra un ejército netamente superior, inferioridad de la que era consciente. Es más, aun sabiendo que los estadounidenses contraatacarían con hombres y helicópteros, ordenó al Vietcong resistir en las posiciones tomadas, condenándolo a su práctica aniquilación. Este punto abre la duda de si fue una imprudencia o error de Giáp, o una estratagema seguida para librarse de una fuerza independiente de su mando y con base en el Sur.
También sus enemigos le atribuyen a él o a la cúpula dirigente de Hanói, a la que pertenecía, crímenes de lesa humanidad como las matanzas de Hué, que se llevaron a cabo durante la Ofensiva del Tet, las cuales fueron claramente planificadas y pacientemente llevadas a cabo contra los representantes de la autoridad survietnamita que habían asesinado a miles de simpatizantes del Vietcong.
Pese a esas características, el general Võ Nguyên Giáp es considerado un héroe en su país y en muchos países, porque logró derrotar en toda la línea al ejército más poderosos del mundo, modelo que trataron de imitar posteriormente muchos líderes guerrilleros de formación comunista en todo el mundo.